# 虹緒翔
虹緒 翔（にじを かける、本名：岡田秀夫、1962年〈昭和37年〉9月28日 - ）は、日本の俳優、歌手。大阪府出身。

## 略歴
1962年、大阪府出身。国鉄職員、元ニューハーフ、ショウパブダンサーを経て歌手で舞台俳優になる。近年は勾玉セラピーや笑いヨガ（ラフターヨガ）など、スピリチュアル方面のセラピストとしても活動している。
虹緒翔の名で東京を拠点に歌手活動を始めたのは2009（平成21）年、46歳になる年のことであったが、ゲイボーイとして大阪で働き始めたのは1980（昭和55）年、18歳のころからである。
ゲイボーイとは、現在でいうニューハーフのことで、もともとは大阪の人気ゲイボーイだったベティ春山が、1981（昭和56）年に歌手として CBSソニーからレコード・デビューする際に、そのプロデューサーであったサザンオールスターズの桑田佳祐がベティのために考えた、ベティ個人のためのキャッチフレーズであった。
したがって、虹緒翔が今でいうところのニューハーフとして18歳で働き始めたとき、ニューハーフという用語はまだ存在していなかった。
その大阪でのゲイボーイ時代からすでにタレント活動はおこなっており、日本テレビ系列の番組『11PM』に出演して高田純次や関根勤と共演したり、俗にいう「オナベ」の女性と結婚して一女を儲けたことが写真週刊誌『FRIDAY』に採り上げられて、「逆転カップル」「オカマとオナベの夫婦」としてマス・メディアの話題になったりもした。（のちに離婚している）
また、ピンク・レディーとそのメンバーのミー（現：未唯）の熱烈なファンであり、大阪で活動していたころは自身の源氏名にミーの名をそのまま拝借していた。そしてピンク・レディーのコスプレでショーをおこなうだけでなく、大阪市の十三（じゅうそう）地区に自身の店『PINK★LADY』を開いていた時期もある。
2007（平成19）年のこと。10月28日に開催された『第2回関西レインボーパレード』（at 大阪・扇町公園）に実行委員のひとりとして関わり、当日は司会も務めているのだ
2008（平成20）年2月、プロの歌手を目指して、45歳で単身上京。グラビア・アイドルが多く在籍する芸能事務所 M's ワールドに、およそ一年間、研修生として在籍した。この期間中には、同社のグラビア・アイドルらが主演した自社製作映画『COOL GIRLS クールガールズ』（監督：中田圭、劇場公開は2009年7月11日）に、本名の岡田秀夫名義で、ホームレス役で出演している。
2021（令和2）年、師匠（松鶴家千とせ）からCDデビュー10周年のお祝いに『みんな一緒に生きている』を提供され作曲家の騨雄尚徳に制作してもらい、CDを発売する。オリジナル曲は自身で作詞した『もっと…』『夢は虹色』『愛のジパング』がある。
同年、島原FMでラジオ番組『翔のちょっと聴いてかない!!』のパーソナリティを勤める。

## 出演
- 翔のちょっと聴いてかない!!（島原FM、2021年） - パーソナリティ

## ディスコグラフィー

### オリジナルソング
- 『もっと…』
- 『夢は虹色』
- 『愛のジパング』